# Sean Maher
Sean Maher (* 16. dubna 1975 Pleasantville, New York) je americký herec.
Roku 1999 hrál hlavní roli v seriálu Ryan Caulfield: Year One, působil též v seriálech Správná pětka a The $treet. V letech 2002–2003 ztvárnil postavu Simona Tama ve sci-fi seriálu Firefly, přičemž tuto roli si v roce 2005 zopakoval i ve filmu Serenity. Po roce 2000 rovněž hostoval např. v seriálech Kriminálka Miami, Posel ztracených duší, V těle boubelky, Mentalista, Lidský terč, Skladiště 13 či Arrow. Hrál také ve filmech Svatební války a Mnoho povyku pro nic a v seriálech The Playboy Club a Make It or Break It.
Díky homosexuální postavě, kterou hrál v seriálu The Playboy Club, v roce 2011 veřejně uvedl, že je gay. Svého dlouholetého přítele Paula si vzal v roce 2016, již v roce 2011 však měli adoptované dvě děti, dceru Sophii Rose (* 2007) a syna Liama Xaviera (* 2010).